# Алан Рикман
Алан Рикман (енгл. Alan Rickman; Лондон, 21. фебруар 1946 — Лондон, 14. јануар 2016) био је енглески глумац и редитељ, познат по улогама Ханса Грубера у акционом трилеру Умри мушки, Шерифа од Нотингама у филму Робин Худ: Краљ лопова, Харија у романтичној комедији У ствари љубав, судије Терпина у мјузиклу Свини Тод: Паклени берберин из улице Флит и Северуса Снејпа у Хари Потер серијалу. Добитник је бројних престижних признања, међу којима су Златни глобус, БАФТА и Еми, а има и две номинације за награду Тони.

## Филмографија
| Улоге Алана Рикмана |                                           |               |                            | |
| Година              | Српски назив                              | Изворни назив | Улога                      | Напомена |
| 1988.               | Умри мушки                                |               | Ханс Грубер                | |
| 1989.               | Јануарски човек                           |               | сликар Ед                  | |
| 1990.               | Квингли у Аустралији                      |               | Елиот Марстон              | |
| 1991.               | Истински, лудо, дубоко                    |               | Џејми                      | номинација - БАФТА за најбољег глумца у главној улози |
| 1991.               | Робин Худ: Краљ лопова                    |               | Шериф од Нотингама         | БАФТА за најбољег глумца у споредној улози номинација - Награда Сатурн за најбољу споредну мушку улогу (филм) номинација - МТВ филмска награда за најбољег негативца                     |
| 1991.               | Затвори ми очи                            |               | Синклер Брајант            | |
| 1991.               | Тајне мисли                               |               | испитивач                  | |
| 1992.               | Боб Робертс                               |               | Лукас Харт III             | |
| 1993.               | Пали анђели                               |               | Двајт Билингс              | ТВ серија |
| 1994.               | Месмер                                    |               | Франц Месмер               | |
| 1995.               | Умри мушки са осветом                     |               | Ханс Грубер                | камео |
| 1995.               | Ужасно велика авантура                    |               | П. Л. О’Хара               | |
| 1995.               | Разум и осећајност                        |               | пуковник Брандон           | номинација - БАФТА за најбољег глумца у споредној улози номинација - Награда Удружења филмских глумаца за најбољу филмску поставу                                                        |
| 1996.               | Распућин                                  |               | Григориј Распућин          | Златни глобус за најбољег глумца у мини-серији или ТВ филму Награда Еми за најбољег главног глумца у мини-серији или филму Награда Сателит за најбољег глумца у мини-серији или ТВ филму |
| 1996.               | Мајкл Колинс                              |               | Ејмон де Валера            | номинација - БАФТА за најбољег глумца у споредној улози |
| 1997.               | Зимски посетилац                          |               | човек на улици             | такође редитељ и сценариста |
| 1998.               | Јудин пољубац                             |               | детектив Дејвид Фридман    | |
| 1998.               | Мрачна луга                               |               | Дејвид Вајнберг            | |
| 1999.               | Догма                                     |               | Метатрон                   | номинација - Награда Сателит за најбољег глумца у споредној улози |
| 1999.               | Галактичка пустоловина                    |               | Александар Дејн/др Лазарус | номинација - Награда Сатурн за најбољу споредну мушку улогу (филм) |
| 2000.               | Упомоћ, ја сам рибица!                    |               | Џо (глас)                  | |
| 2001.               | Луди фризери                              |               | Фил Ален                   | |
| 2001.               | Потрага за Џоном Гисингом                 |               | Џон Гисинг                 | |
| 2001.               | Хари Потер и Камен мудрости               |               | Северус Снејп              | |
| 2002.               | Хари Потер и Дворана тајни                |               | Северус Снејп              | |
| 2002.               | Краљ брда                                 |               | Краљ Филип (глас)          | ТВ серија; 1 епизода |
| 2003.               | У ствари љубав                            |               | Хари                       | номинација - Награда Удружења телевизијских филмских критичара за најбољу филмску поставу                                                                                                |
| 2004.               | Божијих руку дело                         |               | Алфред Блалок              | номинација - Награда Еми за најбољег главног глумца у мини-серији или филму номинација - Награда Сателит за најбољег глумца у мини-серији или ТВ филму                                   |
| 2004.               | Хари Потер и Затвореник из Аскабана       |               | Северус Снејп              | |
| 2005.               | Хари Потер и Ватрени пехар                |               | Северус Снејп              | |
| 2005.               | Аутостоперски водич кроз галаксију        |               | Марвин параноични андорид  | глас |
| 2006.               | Парфем: Хронологија једног злочина        |               | Антоан Риши                | |
| 2006.               | Снежни колач                              |               | Алекс Хјуз                 | |
| 2007.               | Син нобеловца                             |               | Илај Мајклсон              | |
| 2007.               | Хари Потер и Ред феникса                  |               | Северус Снејп              | |
| 2007.               | Свини Тод: Паклени берберин из улице Флит |               |                            | номинација - Награда Сатурн за најбољу споредну мушку улогу (филм) номинација - Награда Удружења телевизијских филмских критичара за најбољу филмску поставу                             |
| 2008.               | Вином до победе                           |               | Стивен Спуријер            | |
| 2009.               | Хари Потер и Полукрвни принц              |               | Северус Снејп              | |
| 2010.               | Алиса у земљи чуда                        |               | гусеница                   | глас |
| 2010.               | Хари Потер и реликвије Смрти: Први део    |               | Северус Снејп              | |
| 2010.               | Најлуђи сан                               |               | Ноел Одел (глас)           | |
| 2010.               | Песма за ручак                            |               | Он                         | |
| 2011.               | Хари Потер и реликвије Смрти: Други део   |               | Северус Снејп              | номинација - Награда Сатурн за најбољу споредну мушку улогу (филм) |
| 2012.               | Гамбит                                    |               | Лорд Шабандер              | |
| 2013.               | Батлер                                    |               | Роналд Реган               | номинација - Награда Удружења филмских глумаца за најбољу филмску поставу |
| 2013.               | Обећање                                   |               | Карл Хофмајстер            | |
| 2013.               | ЦБГБ                                      |               | Хили Кристал               | |
| 2013.               | Прашина                                   |               | Тод                        | |
| 2015.               | Мали хаос                                 |               | Луј XIV                    | такође редитељ |
| 2015.               | Око на небу                               |               | Френк Бенсон               | |
| 2016.               | Алиса иза огледала                        |               | гусеница                   | |